# Bóra hadművelet
A Bóra hadművelet (más néven Mitrovdani hadművelet) a Horvát Védelmi Tanács (HVO) és a Horvát Hadsereg (HV) közös offenzívája volt a Boszniai Szerb Köztársaság hadseregének (VRS) Nevesinje és Bileća dandárjai által birtokolt területeken a boszniai háború idején.

## Háttér
Amikor a Jugoszláv Néphadsereg (Jugoslovenska narodna armija – JNA) a Vance-terv elfogadását és végrehajtásának megkezdését követően kivonult Horvátországból, 55 000 Bosznia-Hercegovinában született tisztét és katonáját átvezényelte egy új boszniai szerb hadsereg felállításához, amelyet később Boszniai Szerb Köztársaság hadseregére (Vojska Republike Srpske – VRS) kereszteltek. Ezt az átszervezést a Bosznia-hercegovinai Szerb Köztársaság 1992. január 9-iki kikiáltása követte, mely még a Bosznia-Hercegovina függetlenségéről szóló 1992. február 29-március 1. közötti népszavazás előtt megtörtént. Erre a függetlenségi nyilatkozatra később a boszniai szerbek a boszniai háború kirobbantásának ürügyeként hivatkoztak. A boszniai szerbek március 1-jén megkezdték a főváros Szarajevó és más városok megerősítését. A következő napon Szarajevóban és Dobojban feljegyezték a háború első halálos áldozatait. Március utolsó napjaiban a boszniai szerb erők tüzérséggel bombázták Bosanski Brodot, válaszul a HV 108. dandárja átment a határátkelőn. Április 4-én a JNA a tüzérség elkezdte ágyúzni Szarajevót.
A JNA és a VRS Bosznia-Hercegovinában a Bosznia-Hercegovinai Köztársaság hadseregével (Armija Republike Bosne i Hercegovine – ARBiH) és a Horvát Védelmi Tanáccsal (Hrvatsko vijeće obrane – HVO) állt szemben, amelyek a bosnyákok által uralt központi kormányzatnak, illetve a bosnyák vezetésnek, valamint a HV-nek volt alárendelve, amely esetenként támogatta a HVO működését. Az 1991 szeptemberében bevezetett ENSZ fegyverembargója akadályozta a különböző erők felfegyverzését, de április végénre a VRS már 200 000 katonát, több száz harckocsit, páncélos szállító harcjárművet (APC) és tüzérségi eszközt vethetett be, míg a HVO és a Horvát Védelmi Erők (Hrvatske obrambene snage – HOS) mindössze körülbelül 25 000 katonát és egy maroknyi nehézfegyvert állíthatott ki. Ezzel szemben az ARBiH nagyrészt felkészületlen volt, nem rendelkezett nehézfegyverekkel, és körülbelül 100 000 fős haderejének kevesebb mint fele rendelkezett kézifegyverekkel. 1992 májusában, amikor azok a JNA-egységek, amelyek nem kerültek át a VRS-be, kivonultak Bosznia-Hercegovinából az újonnan kikiáltott Jugoszláv Szövetségi Köztársaságba, a VRS Bosznia-Hercegovina területének mintegy 60 százalékát ellenőrizte.

## Előzmények
Miután a Čagalj hadműveletben a szerb népet kiűzték a Neretva völgyéből, a horvát-bosnyák közös erők erőteljes támadást terveztek a Nevesinjska dandár több állása ellen, ami új utat nyitott volna meg az egész Hercegovina birtoklásához. A mostari központtal rendelkező támadó fő célja az volt, hogy a VRS visszavonuljon a Prenj-hegységben, a Velež-hegységben és Hrgudban levő állásaiból, amelyeket a Neretva-völgy egészének ellenőrzésére használtak. Az offenzíva támadó általi előkészítése a várható kimenetelre tekintettel „monumentális” volt

## A szembenálló erők

### A támadók
A fő támadási útvonalon lévő támadóegységeket korábban átszervezték. Zoran Janjić, a VRS Nevesnjiska dandárjának a Mitrovdan offenzívában való közreműködéséről szóló könyve alapján a támadóalakulatok a következő csoportokba sorolhatók:
- A HVO 2. dandár harccsoportja az 1. mostari dandár egységeinek egy részével a Mostaról keletre emelkedő Sipovac nevű magaslat elfoglalását, majd a Fortica irányából támadó egységekkel együttműködve a Sveta Gora és Merdžan Glava erődök elfoglalását kapta feladatul.
- A Z osztagból két harccsoport alakult. A HVO-dandárok feladata az volt, hogy a Nevesinjei dandár 2. zászlóalja védelmének mélységébe hatoljanak, és Veliki Banjdol falu irányából előrenyomulva Mali Banjdol község területén támadjanak meg egy taracküteget, valamint a Smajkići és Patkovići falvakban levő zászlóaljszintű egységeket;
- A 3. HVO-dandár az 1. mostari dandár 70 harcosából álló egységével megerősítve azt a feladatot kapta, hogy támadja meg a Nevesinjei dandár zászlóaljának Ravnicébe telepített 4. századát, és csatlakozzon Banjdol térségében a mélységből támadó csoportokhoz;

Egy szabotázscsoport feladata volt, hogy hatoljon be a Nevesinjei dandár bevetési mélységébe, és Bišina térségében tegye használhatatlanná a Nevesinje felé vezető utat.
A gyalogsági egységek Busaktól a 690-es magaslatig történő csoportosítását az 1. mostari dandár a következők szerint végezte:
- Az első, a tágabb Blagaj-vidékre összpontosuló harccsoport feladata a Busak-Kozjak frontvonal részének megtámadása volt a Čobanovo polje – Gnjilo Brdo vonalon;
- A második harccsoport feladata volt, hogy Gornji Vranjevici falu területéről támadjon a Kobiljaca – Comori falu – Kamena falu irányba;
- A harmadik harccsoport feladata volt, hogy délről támadja meg a Nevesinje dandár 4. zászlóaljának egységeit Kamena faluban;
- A negyedik harccsoport feladata volt, hogy Svačići községből Barevo dolon keresztül induljon el, és támadja meg az Dragolos – Marići község területén levő egységeket;
- Az ötödik harccsoport feladata volt, hogy segítse a HVO egységeit a 690-es magaslat elfoglalása során, majd azután foglalja el Gornji Brštanik és Scepan Krst falvakat.

A HVO egységei a 690-es magaslattól a Radimlje-szurdokig terjedő területen vonultak fel, és a következőképpen osztották be őket a támadásra:
- A hatodik harccsoportnak a Kotašnica – Donji Brštanik – Šćepan Krst irányába történő támadás volt a feladata;
- A hetedik harccsoport feladata volt Donja Ljubljanica – Scepan Krst falvak megtámadása volt;
- A tüzérségi egységek csoportosítását úgy hajtották végre, hogy a dandár felelősségi körzetében minden fontos célpontot célba tudjanak venni, beleértve Nevesinje városát is. A páncélos-gépesített egységek a következő irányokban foglalták el a várható támadási területeket: Hodovo falu – Donji Brštanik falu – Scepan Krst falu és Bisce – Dračevice – Čobanovo polje – Nevesinje.

A Juka Prazina vezette bosnyák csapatok egyes egységeit is felbérelték, hogy segítsék a mostari erőket, és a HVO, valamint az ARBiH közös parancsnoksága alá helyezték őket.

### A védelem
A védelem az egykori 10. Hercegovinai gépesített dandár egységeiből állt, amelyet később 8. Hercegovinai gépesített dandárnak neveztek el, és amely a Boszniai Szerb Köztársaság Hadserege Nevesinjei dandárja nevet kapta. A dandár valamivel több, mint 4000 emberből állt, akik főleg Nevesinjéből, Mostarból és a Neretva-völgy más helyeiről érkezett szerbek voltak, valamint csatlakozott hozzájuk egy bileći önkéntesekből álló egység, Rade Radović parancsnoksága alatt. A dandár bevetése az 5. zászlóaljból és egy vegyes tüzérezredből álló arcvonalon volt. Tekintettel arra, hogy az arcvonal egy részén olyan egységek voltak, amelyek nem voltak közvetlen kapcsolatban az ellenséggel, az emberek mintegy fele otthon pihent. A becslések szerint a frontvonalon lévő egységekben a támadás idején körülbelül 1500 harcos tartózkodott. A csata napjaiban a dandár együttműködött a 2. Hercegovinai könnyűgyalog-dandárral, valamint kontaktusban volt a Bileći dandárral is.

## Az offenzíva
A Bilecai dandár hadműveleti területén (Stolac és Berkovići településeken) már november 2-án megkezdődött a tüzérségi és gyalogsági egységek jelentősebb tevékenysége a Nevesinjei dandár balszárnyán levő VRS-erők szétverésére. November 2-án reggel Zegul és Bancic térségében az első csapás során több tucat rakéta-sorozatvetőből vagy 320 pusztító rakétát lőttek ki a szerb védők állásaira... Ezeket a támadásokat a Poplat-Ravnica, Drenovac-Veliš és Hrasno-Bančići fő vonalakon többször is végrehajtották.
A támadás november 8-án kora reggel erős tüzérségi előkészítéssel valamint gyalogsági rohamokkal kezdődött. Az offenzíva során több mint 20 000 lövedéket lőttek ki a szerb hadsereg állásaira. A védelemben levő szemtanúk által legtöbbször félelmetesnek és hihetetlennek, míg a HV-dokumentumokban hatalmas tüzérségi támogatásnak leírt 500–700 ágyúcsőből zúdított tüzérségi tűz megszakítás nélkül tartott a gyalogsági támadás előtt, melynek célja feltehetően az volt, hogy az előkészítés után a gyalogságnak már „ne legyen sok dolga”.
Az egész offenzíva speciális „lándzsahegy” csapása Gornji Vranjevići és Kamena falvakra irányult, ahol a Nevesinjei dandár 4. gépesített zászlóalja állomásozott Ranko Prodanovic százados parancsnoksága alatt. Vranjevići község területén Rada Radović önkéntesei állomásoztak, akik a 4. zászlóaljhoz tartoztak. Vranjević elhelyezkedése stratégiailag jelentős volt, mert az itteni erők közvetlenül veszélyeztethették az 1. gépesített zászlóalj Brštaniknál és Scepan Krstnél levő állásait (egyidejűleg támadhattak Rotimlja falu – Donji Brštanik falu – Dabrica falu és a 690. magaslat – 707. magaslat – Scepan Krst irányában), valamint a 2. (Vrapčići-Šipovac falu, Banjdol falu irányában) és a 3. gépesített dandár állásait Podveležje és Čobanovo Polje térségében (Dračevica, Ravnica, Bakračuša). Egy ilyen átgondolt áttörés és a helyzet esetleges, a támadók által kívánt alakulása jelentős kedvező stratégiai és kommunikációs alapot biztosított volna a Nevesinje felé irányuló további előretöréshez.
A főcsapáson kívül a támadás a Mostar-Nevesinje hadszíntér további területeire is kiterjedt:
- A podvelezi 2. zászlóalj védelmi körzetére;
- Az 1. zászlóalj és légvédelmi osztály védelmi területére Donja Brštanikban;
- A 3. zászlóalj védelmi körzetére;
- Az 5. zászlóalj védelmi területét ugyan nem fedték le az ellenséges gyalogsági támadások, de minden állásukat érte a tüzérségi támadás.

Intenzív tüzérségi csapások csak a csata első napjának reggelén voltak, később, a nap folyamán pedig alkalmi és szelektív jellegűek voltak.
A támadás során a támadók és a felkészített szabotázscsoportok aktív tevékenységet folytattak. Egyikük a Banjdoli (2. zászlóalj) tüzérségi üteg parancsnoki rendszerét is megsértette, majd megölte Danilo Lozo katonát, aki november 8-án hajnali 5-kor kapcsolat létesítése miatt távozott állásából. Ő volt ennek a támadásnak az első áldozata. Ez az eset riasztotta a szerb tüzéreket, akik a támadást visszaverték. A kezdeti nagy veszteségeket az az abszurd tény is csökkentette, hogy a Mitrovdan (Szent Demeter ünnepe), a keresztségi dicsőség megünneplése miatt a szerb erők valamivel alacsonyabban foglaltak helyet a vonalakban. A fronton hamarosan megjelentek a közvetlenül az ünneplésről érkezett harcosok, de idős férfiak, asszonyok, gyerekek is, „mindenki, aki puskát tudott tartani”, vagy más módon segíteni tudott. A sebesültek a kórházból szöktek meg, hogy megvédjék városukat és népüket. November 8-án a horvát-muszlim erők Mostar-Nevesin irányban a front minden részén erős tüzérségi műveletekkel folytatták támadásaikat. A hadtestparancsnokság tudatában volt annak, hogy a következő napokban heves harcokra lehet számítani. Az ellenséges akciók elleni védekezést a dandárparancsnokság jelentései kitartónak, helyenként döntő jelentőségűnek értékelte, a tüzérség fokozott hatása az ellenséges erők koncentrációs területein és különösen a tüzérségi lőállásokban pedig a következő két napban határozta meg nagymértékben az akció végeredményét. A VRS hadtestparancsnokságának irataiban a frontális gyalogsági támadás utolsó napját november 12-én a 10.45-től 11.20-ig tartó időszakban jelölték meg. Az első harci műveletek nélküli nap, amely egyben az offenzíva befejezésének is tekinthető, 1992. november 15 volt. Az egyetlen pozíció, amely a mitrovdani csata után a támadó bosnyák-horvát erők kezében maradt, a Gradina (690-es magaslat) volt, melyet a csata után nagyobb gond nélkül visszaadtak VRS-nek. November 15-én a horvát-muszlim alakulatok, akik a főbb támadási pontokon áttörték a frontvonalat, és átlépték a védelmi vonalat nagy veszteségekkel néztek szembe. Ekkor szembesültek azzal a lehetőséggel, hogy az akciójuk sikertelensége a VRS offenzíváját idézheti elő a Neretva völgyében.

## Áldozatok
A Boszniai Szerb Köztársaság hadserege tájékoztatása szerint a közvetlen harci műveletekben 38 szerb katona és tiszt vesztette életét. Tizenöt nappal a Podgoricánál történt offenzíva után a Hercegovinai hadtest szabotázsosztagának egyik tagja az itt szerzett sebesülés következtében halt meg. Az offenzíva előkészítése során és közvetlenül azt követően további két katona és egy civil halt meg, akiket az ellenség lövedékei öltek meg, szintén áldozatnak számítanak. Így a hadművelet következtében elhunyt szerbek száma 42 volt. Nevesinjében körülbelül 200 szerb katona és tiszt, valamint öt civil sebesült meg súlyosan.
A támadók áldozatai, a HV, HVO és az ARBiH hadművelet során elszenvedett veszteségei továbbra is hozzáférhetetlenek a nyilvánosság számára. De a nagyságrend minden bizonnyal megállapítható a sajtóértesülések, a VRS értesülései és a rendelkezésre álló dokumentumokból származó tények összefüggései alapján. A Radio Voice of America körülbelül 500 halottról számolt be azokban a napokban. A szerb hadsereg 550 elesett ellenséges katonát közölt. A Boszniai Szerb Köztársaság veteránszervezetének körülbelül 800 főről van információja. A támadók dokumentációja szerint az offenzíva után csak a 3. HVO-dandárnak 200 katonája hiányzott a sikeres védekezéshez, és az is biztos, hogy ennek jelentős hányada és a támadások során elszenvedett veszteség (elhunytak, sebesültek, fogságba esettek, dezertáltak) volt. Bozan Simovic alezredes a „Ludvig Pavlovic különleges célú egység” parancsnoka, aki a hadművelet taktikai ütemtervében a Brštanik – Scepan Krst körzetben működő ötödik harccsoport parancsnoka volt, szintén elesett. Ugyanebben az akcióban ölték meg Pero Dalmatint, a capljinai HDZ egyik alapítóját, a hercegovinai félkatonai horvát alakulatok egyik megalakítóját, valamint a horvát alakulatok parancsnoki állományának tagját.

## Következmények
A Boszniai Szerb Köztársaság hadserege jelentős győzelmet aratott azzal, hogy a támadás kezdetétől megtartotta pozícióit. Ez egy döntő szerb győzelem volt, amely a stabilitás mellett magabiztosságot is hozott a Boszniai Szerb Köztársaság déli részén levő szerb erőknek. Ez volt a horvát és muzulmán erők egyik utolsó közös akciója a térségben, mely hozzájárult a kisebb megszakításokkal a háború végéig tartó muszlim-horvát konfliktushoz. A térségben a feszültség fokozódott, mely a Bosznia-Hercegovinai Köztársaság hadseregének, pontosan két évvel későbbi újabb heves támadásával folytatódott, amelyet a második mitrovdani offenzívának neveztek.

## Utóhatások
Radovan Karadžić, a Boszniai Szerb Köztársaság elnöke nem sokkal a csata után Nevesinjébe küldte magas rangú küldöttét Nikola Koljevićet, hogy támogassa és koordinálja a Hercegovina védelmében tett további lépéseket. A VRS vezérkara nevében Ratko Mladić tábornok személyesen vette fel a kapcsolatot a dandárparancsnokkal, és támogatásáról biztosította Nevesinje és Hercegovina védelmét. A dandárt a Hercegovinai Hadtest Parancsnoksága is dicséretben részesítette. 1993. június 28-án a Nevesinje dandárt a Boszniai Szerb Köztársaság elnöke a Nemanjic-renddel tüntette ki.
A település és Hercegovina védelmének emlékére Nevesinje önkormányzata Mitrovdant a keresztelési dicsőség és az önkormányzat napjaként ünnepli. A védekezés sikeres megszervezése és a november 8-i győzelem fontossága miatt a VRS Nevesinje dandárja később a 8. gépesített dandár hivatalos nevet kapta. Nevesinje önkormányzata a sikeres védekezéséért megkapta a Boszniai Szerb Köztársaság Érdemrendjét, egyben az első birtokosa volt ennek az elismerésnek. A Mitrovdani offenzívát különböző szerb szerzők és előadók számos dalban és történetben énekelték meg.

## Fordítás
Ez a szócikk részben vagy egészben  az   Operation Bura című angol Wikipédia-szócikk ezen változatának fordításán alapul.  Az eredeti cikk szerkesztőit annak laptörténete sorolja fel. Ez a jelzés csupán a megfogalmazás eredetét és a szerzői jogokat jelzi, nem szolgál a cikkben szereplő információk forrásmegjelöléseként.